# L'inottenibile
L’inottenibile è il nono album del gruppo italiano Casa, pubblicato nel 2018.

## Il disco
L'album, interamente strumentale, è composto, arrangiato e prodotto da Filippo Bordignon, unico membro rimasto dalla formazione originale. La produzione artistica è stata affidata al sound designer Andrea Cera. Il lavoro consiste di trenta brevi tracce di elettronica analogica che passano da un’intonazione a 440 hertz a un’intonazione a 432 hertz, alternate a battimenti creati dal sintetizzatore Minimoog. Le indicazioni del libretto interno consigliano un ascolto a un volume appena udibile “per favorire una profonda concentrazione”. Sul retro dell’album è riportata una frase del monaco buddista indiano Śāntideva: “Tutta la gioia di questo mondo deriva dal desiderio di gioia per gli altri”. È stato realizzato un videoclip che unisce i brani 1 e 2.

### Copertina
La copertina riproduce un disegno originale dell’artista sunweare, il quale ha realizzato anche le scritte sul retro e sul libretto interno dell’album.

## Tracce

### Versione cd
1. 1 - 1:08
2. 2 - 1:09
3. 3 - 1:12
4. 4 - 1:11
5. 5 - 1:09
6. 6 - 1:10
7. 7 - 1:09
8. 8 - 1:11
9. 9 - 1:10
10. 10 - 0:35
11. 11 - 1:10
12. 12 - 1:10
13. 13 - 1:10
14. 14 - 1:10
15. 15 - 1:11
16. 16 - 1:11
17. 17 - 0:35
18. 18 - 0:36
19. 19 - 1:10
20. 20 - 1:10
21. 21 - 1:09
22. 22 - 1:09
23. 23 - 1:10
24. 24 - 0:36
25. 25 - 0:35
26. 26 - 1:12
27. 27 - 1:11
28. 28 - 1:13
29. 29 - 1:14
30. 30 - 1:12

### Versione digitale
La società responsabile della distribuzione digitale dell’album rifiutò la titolazione originale consistente in un elenco numerico da 1 a 30. L’autore dovette così rinominare le tracce per la versione digitale, scegliendo casualmente delle parole in sanscrito prese dal glossario di un libro sul buddismo.
1. Abhibhvāyatana - 1:08
2. Abhijñā - 1:09
3. Abhisamaya - 1:12
4. Adhyātmaśūnyatā - 1:11
5. Ālayavijñāna - 1:09
6. Ānāpānasmṛti - 1:10
7. Anupūrvasamāpatti - 1:09
8. Āryāṣṭāṅgamārga - 1:11
9. Aśubhabhāvanā - 1:10
10. Āveṇikabuddhadharma - 0:35
11. Bodhipākṣikadharma - 1:10
12. Brahmavihāra - 1:10
13. Dharmadhātu - 1:10
14. Dhyāna - 1:10
15. Kalyāṇamitra - 1:11
16. Kuśalamūla - 1:11
17. Mahākarunā - 0:35
18. Nirnāṇakāya - 0:36
19. Nirvedhabhāgīya - 1:10
20. Paramārthasatya - 1:10
21. Prajñāpāramitā - 1:09
22. Pratītyasamutpāda - 1:09
23. Saṃdhābhāṣā - 1:10
24. Sarvākārajñatā - 0:36
25. Śrotāpatti - 0:35
26. Upāyakauśalya - 1:12
27. Vaiśāradya - 1:11
28. Vimokṣamukha - 1:13
29. Yakṣa - 1:14
30. Yoniśomanasikāra - 1:12

## Formazione
- Filippo Bordignon - organo Korg Cx-3 e sintetizzatore Minimoog
- Erik Ursich - organo Korg Cx-3 e sintetizzatore Minimoog